# Adolf Rhode
Adolf Rhode (* 23. April 1815 in Korbach; † 5. November 1891 in Arolsen) war ein deutscher Richter und Politiker in Waldeck.
Rhode war der Sohn des Obergerichtsrates August Rhode (1782–1873,) und dessen Ehefrau Julie, geborene Hagemann (1791–1864). Er heiratete am 29. Juni 1855 in Nieder-Ense Anna Ernestine Reinhardine Sophie Auguste, geborene Heiner (1834–1899).
Er besuchte das Gymnasium Korbach und studierte 1834 bis 1839 Rechtswissenschaft in Göttingen und Heidelberg. 1839 wurde er Advokat in Korbach und 1856 Obergerichtsassessor. 1858 wurde er zum Obergerichtsrat in Korbach und Arolsen ernannt.
Von 1869 bis 1891 gehörte er für den Wahlkreis Kreis der Twiste dem Landtag Waldeck-Pyrmont an. Im Landtag war er von 1871 bis 1876 und erneut in den Jahren 1878 bis 1890 Landtagspräsident. Er gehörte der NLP an.